# Ruan (tejido)

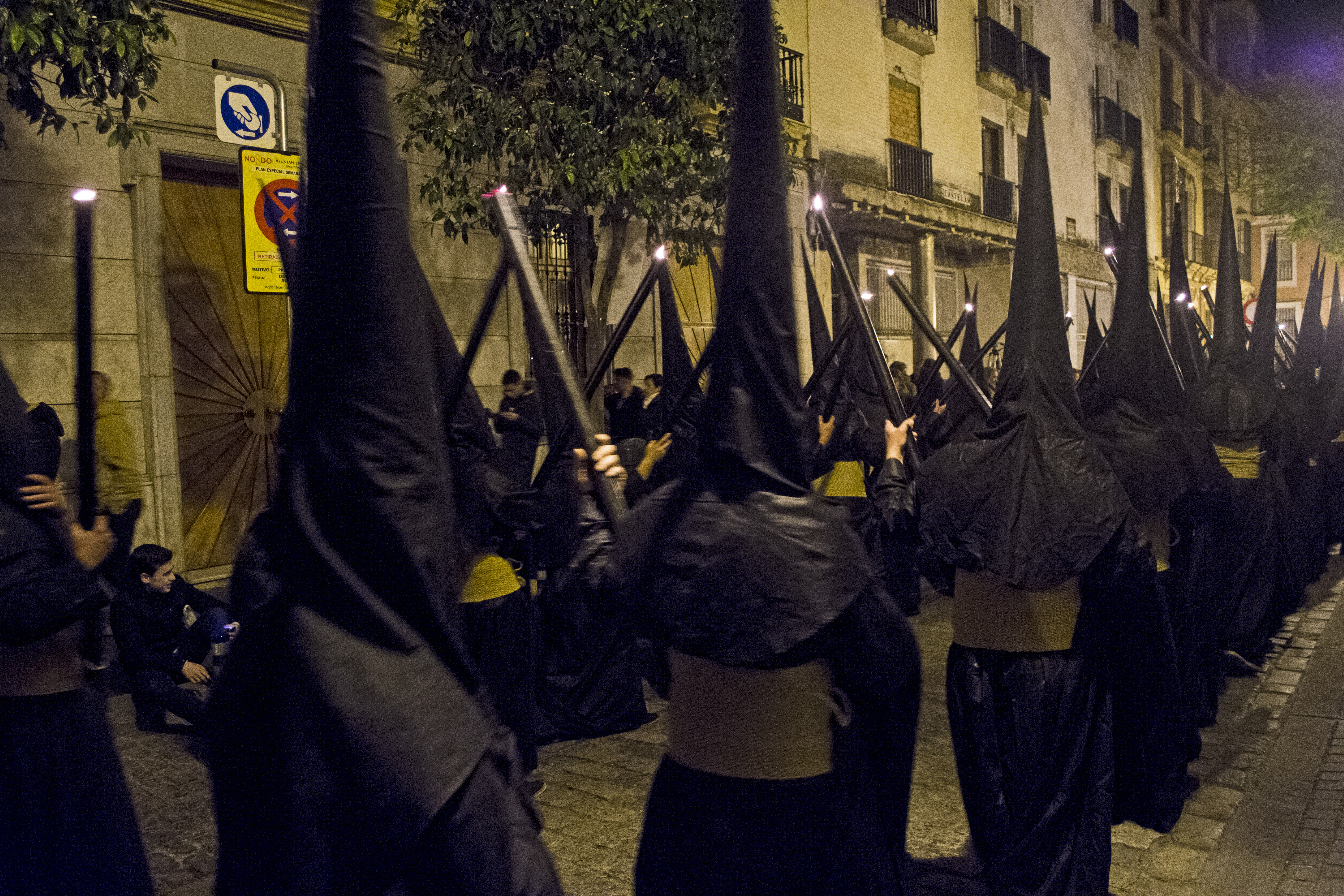
Nazarenos de la Hermandad del Calvario (Sevilla) portando túnicas confeccionadas de ruan negro.

El ruan o ruán es un tipo de tejido realizado totalmente con algodón que recibe su nombre porque se fabricaba primitivamente en la localidad francesa de Ruan.

## Tela de ruan en la actualidad
En la actualidad se conoce como ruán a una tela de algodón tratada mediante un procedimiento que en la industria textil se conoce como apresto lo que la hace hidrófuga, mostrando un aspecto encerado muy liso y brillante que recuerda al papel. Este tipo de tela puede teñirse de diferentes colores, se utiliza principalmente el ruan de color negro o morado para confeccionar las túnicas de los nazarenos o penitentes que acompañan a las procesiones de Semana Santa en España, sobre todo para las de riguroso silencio, también se emplea para sayas, mantos y faldones.

## Historia
Ruan era un gran centro textil durante el siglo XVIII y las telas que exportaba eran conocidas genéricamente en España como «ruanería». Se fabricaban en grandes cantidades en la ciudad de Ruan y otras próximas como Bolduque, se calcula que existían más de 600 fábricas en la región que daban trabajo directo a unas 50 000 personas.
La primera mención conocida de este tejido data del año 1385, siendo citada por Pero López de Ayala en la obra Rimado de Palacio, donde lo define como un tipo de paño menos estimado que el que se fabricaba en la ciudad de Brujas.